# Okręty podwodne typu Sirène (1925)
Okręty podwodne typu Sirène – francuskie okręty podwodne z okresu międzywojennego i II wojny światowej. W latach 1923–1927 w stoczni Ateliers et Chantiers de la Loire w Nantes zbudowano cztery okręty tego typu. Jednostki weszły w skład Marine nationale w roku 1927, służąc na Morzu Śródziemnym. Oprócz „Nymphe”, wycofanej ze służby w 1938 roku, wzięły udział w działaniach wojennych. 27 listopada 1942 roku trzy okręty tego typu zostały samozatopione w Tulonie. Podniesione przez Włochów, zostały ponownie zatopione przez alianckie samoloty w latach 1943–1944.

## Projekt i budowa
Okręty podwodne typu Sirène zamówione zostały na podstawie programu rozbudowy floty francuskiej z 1922 roku. Konstruktorem okrętów był inż. Jean Simonot. Jednostki charakteryzowały się wysoką manewrowością i silnym uzbrojeniem, lecz miały zbyt długi czas zanurzenia, a ciasnota wnętrza powodowała trudności w obsłudze mechanizmów okrętowych przez załogę.
Wszystkie okręty typu Sirène zbudowane zostały w stoczni Ateliers et Chantiers de la Loire w Nantes. Stępki okrętów położono w 1923 roku, zostały zwodowane w latach 1925–1926, a do służby w Marine nationale przyjęto je w 1927 roku. Jednostki otrzymały numery burtowe Q123–Q124 i Q132–Q133. Koszt budowy jednego okrętu wyniósł 8 500 000 franków.
| Okręt            | Stocznia | Początek budowy | Wodowanie            | Wejście do służby |
| ---------------- | -------- | --------------- | -------------------- | ----------------- |
| „Sirène” (Q123)  | Loire    | luty 1923       | 6 sierpnia 1925      | 1927              |
| „Naïade” (Q124)  | Loire    | luty 1923       | 20 października 1925 | 1927              |
| „Galatée” (Q132) | Loire    | lipiec 1923     | 18 grudnia 1925      | 1927              |
| „Nymphe” (Q133)  | Loire    | 1923            | 1 kwietnia 1926      | 1927              |

## Dane taktyczno–techniczne
Okręty podwodne typu Sirène były średniej wielkości okrętami podwodnymi o konstrukcji dwukadłubowej. Długość całkowita wynosiła 64 metry, szerokość 5,2 metra i zanurzenie 4,3 metra. Wyporność w położeniu nawodnym wynosiła 609 ton, a w zanurzeniu 757 ton. Okręty napędzane były na powierzchni przez dwa dwusuwowe silniki wysokoprężne Sulzer o łącznej mocy 1300 koni mechanicznych (KM). Napęd podwodny zapewniały dwa silniki elektryczne o łącznej mocy 1000 KM. Dwuśrubowy układ napędowy pozwalał osiągnąć prędkość 14 węzłów na powierzchni i 7,5 węzła w zanurzeniu. Zasięg wynosił 3500 Mm przy prędkości 9 węzłów (2300 Mm przy 13 węzłach) w położeniu nawodnym oraz 75 Mm przy prędkości 5 węzłów pod wodą. Zbiorniki paliwa mieściły 60 ton oleju napędowego, a energia elektryczna magazynowana była w bateriach akumulatorów typu D liczących 140 – 144 ogniwa. Dopuszczalna głębokość zanurzenia wynosiła 80 metrów, a autonomiczność 20 dób.
Okręty wyposażone były w siedem wyrzutni torped kalibru 550 mm: dwie wewnętrzne i dwie zewnętrzne na dziobie, jedną wewnętrzną na rufie oraz jeden podwójny obrotowy zewnętrzny aparat torpedowy za kioskiem, z łącznym zapasem 13 torped. Uzbrojenie artyleryjskie stanowiło działo pokładowe kal. 75 mm M1925 L/35 oraz dwa karabiny maszynowe kal. 8 mm (2 x I).
Załoga pojedynczego okrętu składała się z 3 oficerów oraz 38 podoficerów i marynarzy.

## Służba
Okręty pełniły służbę na Morzu Śródziemnym. W 1938 roku z nieznanych przyczyn „Nymphe” została skreślona z listy floty i następnie złomowana. W momencie wybuchu II wojny światowej pozostałe okręty nadal pełniły służbę na Morzu Śródziemnym, wchodząc w skład 19. dywizjonu 1. Flotylli okrętów podwodnych w Tulonie. W czerwcu 1940 roku okręty nadal stacjonowały w Tulonie. Po zawarciu zawieszenia broni między Francją a Niemcami jednostki znalazły się pod kontrolą rządu Vichy. 27 listopada 1942 roku, podczas ataku Niemców na Tulon, wszystkie trzy okręty zostały samozatopione. Jednostki zostały później podniesione przez Włochów, lecz zostały ponownie zatopione przez amerykańskie samoloty w latach 1943–1944.